# Francesco Cipolla
Francesco Cipolla (Cosenza, 16 giugno 1980) è un allenatore di calcio a 5 italiano.

## Carriera
Inizia la carriera di allenatore nel 2011 nell'Atletico Belvedere che militava nella serie C2/A regionale. Vince i play-off (dopo aver chiuso al 2º posto la stagione regolare) e viene promosso in C1.
Nella stagione successiva, conquista la Coppa Italia regionale sia con la compagine Maschile che con quella Femminile, con la quale vince anche il campionato di Serie C, centrando così la promozione in Serie A.
Nella stagione 2013/14 vince il campionato di Serie B/f con 58pt (19V - 1P - 2S), 125 GF (Miglior attacco), 47 GS (Miglior difesa).
Nella stagione 2014/15 si qualifica alle Final Eight di Coppa Italia di categoria (dove viene eliminato ai quarti dal Pesaro Calcio a 5 poi vincitore della competizione) e successivamente vince il campionato di Serie A2/b con 56pt (18V - 3P - 3S), 124 GF, 49 GS (Miglior difesa).
Nella stagione 2015/16, dopo il fallimento del Cosenza Futsal, viene ingaggiato dal Napoli Calcio a 5, squadra con la quale vince i play-out contro la Lazio (5-3 5-1).
Nella stagione 2016/17 viene confermato alla guida della società partenopea, con la quale, dopo aver conquistato il trofeo "Ciudad de Torrejon" a Madrid contro i campioni d'Europa in carica dell'Inter Fútbol Sala ed il titolo di Campione d'inverno (27 punti in 11 gare), chiude al quarto posto la stagione regolare e centra la fase finale di tutte le competizioni:
Semifinale di Winter Cup - sconfitta 3a4 da Pescara.
Quarti di Final Eight Coppa Italia - sconfitta 3a6 da Genzano.
Semifinale scudetto - vittoria nei Quarti contro Imola (3a3 5a5 2a2). Sconfitta contro Pescara di Fulvio Colini (3-6 4-3 2-5).
Nella stagione 2017/18, dopo 2 vittorie, 2 pareggi ed una sconfitta, viene esonerato a favore di Tiago Polido.
Nella stagione 2018/19 prende la guida dell'Acces Futsal, squadra parigina di calcio a cinque, che lascia a gennaio 2019 da capolista per guidare la Feldi Eboli con la quale ottiene una Semifinale di Coppa Italia ed un Quarto di Finale Scudetto.
Nell'ottobre del 2021 viene chiamato in Serie A2 sulla panchina della Sampdoria Futsal, retrocessa l'anno precedente dalla Serie A ma determinata a tornare subito nella massima divisione del futsal italiano L'impatto con i colori blucerchiati è ottimo e Cipolla centra subito una striscia di risultati utili importanti (ben 20 consecutivi!) che riporta la Sampdoria in corsa per la promozione diretta, a battagliare con Futsal Pistoia e Città di Mestre. Alla fine, le tre squadre concludono il campionato appaiate a quota 48 punti ma i blucerchiati si devono accontentare del terzo posto in virtù di una peggior differenza reti. Cipolla e i suoi sono quindi costretti a prendere parte ai playoff, dove vengono sconfitti in finale dal Città di Mestre per 4-2. Il tecnico viene riconfermato sulla panchina della Sampdoria anche per la stagione successiva.

## Curiosità
- Allenatore calabrese con più titoli nazionali (2).
- Unico allenatore calabrese a trionfare nella seconda categoria nazionale (Serie A2 2014-2015).
- Col Napoli Calcio a 5 mette a segno una delle 10 strisce di vittorie consecutive più lunghe nella massima Serie (dal 2000):

| Nome e Cognome                | Squadra            | Stagione sportiva | Numero di vittorie consecutive |
| ----------------------------- | ------------------ | ----------------- | ------------------------------ |
| Massimo Ronconi Italia        | Roma RCB           | 2002/03           | 13                             |
| Jesus Velasco Spagna          | Prato Calcio a 5   | 2001/02           | 11                             |
| Massimo Ronconi Italia        | Roma RCB           | 2005/06           | 10                             |
| Ramiro Lopez Diaz Spagna      | Marca Futsal       | 2008/09           | 10                             |
| Alexandre Souza Cafù Brasile  | Orange Futsal Asti | 2015/16           | 10                             |
| Julio Fernandez Correa Spagna | Luparense          | 2011/12           | 9                              |
| Agenore Maurizi Italia        | Roma               | 2004/05           | 8                              |
| Jesus Velasco Spagna          | Luparense          | 2005/06           | 8                              |
| Tiago Polido Portogallo       | Marca Futsal       | 2010/11           | 8                              |
| Francesco Cipolla Italia      | Napoli Calcio a 5  | 2016/17           | 8                              |

## Palmarès
Attività Maschile:
- 1 Playoff C2
- 1 Serie B
- 1 Serie A2
- 1 Playout Serie A
- Coppa Italia: 1 Coppa Italia regionale
- 2 Coppa Disciplina
- 1 Trofeo Ciudad de Torrejon (vs Inter Movistar)

Attività Femminile:
- 1 Serie C
- Coppa Italia: 1 Coppa Italia regionale